# Каро, Иосеф
Йосе́ф бен Эфраим Ка́ро (исп. Caro, José [Yosef] ben Efrén [Efraim]; 1488, Толедо или Самора, — 1575, Цфат) — испанский раввин, крупный авторитет и законоучитель XVI века, автор основополагающего кодекса галахических предписаний  «Шулхан арух» (ивр.: שולחן ארוך, букв.: "Накрытый стол"), в котором заключается все  правила повседневной жизни, которым еврей того времени должен был следовать в соответствии с религиозной практикой иудаизма.
Входил в круг цфатских каббалистов.

## Биография
Родился в семье раввинов (учёных талмудистов) в Испании в 1488 г., отца звали Эфраим. После изгнания из Испании в 1492 г. семья поселилась в Португалии, а после изгнания оттуда в 1497 году — в Турции, в Стамбуле.
Отец тяжело перенёс переезд и рано умер, и молодой Иосеф перешёл под опеку дяди, рабби Ицхака Каро. Своим учителем, кроме родного отца и дяди Ицхака, Каро называл и своего первого тестя, Ицхака Саба. Иосеф рано женился, стал раввином в Никополе (Болгария), затем поселился в Адрианаполе (Эдирне, Турция), где приступил в 1522 г. к своему обширному труду «Бет-Иосеф» («Бейт Иосеф») — комментариям к книге «Арбаа турим» Яакова бен Ашера.
После смерти жены женился заново и переселился в Болгарию. 
В 1536 году переселился в Цфат, возможно после остановки в Египте. В Цфате сблизился с Яаковом Бейравом (1474—1546) и стал его учеником. 
В 1538 году получил от своего учителя первым восстановленную смиху (рукоположение в сан раввина). (Вторым стал рабби Моше Митрани.) В этот период между р. Леви Бен-Хавивом — раввином Иерусалима и р. Яковом Бейравом начался диспут о возможности возобновления смихи, закончившийся договором о том, что новых мудрецов посвящать в этот сан не будут. По некоторым свидетельствам, Йосеф Каро успел воспользоваться своим саном и рукоположил некоторых своих учеников.
Над своими комментариями к «Арбаа турим», под заглавием «Бейт Иосеф», Каро усиленно работал 20 лет (1522 — 1542); следующие 12 лет он отдал его проверке. Свой огромный труд он закончил в Цфате в 1554 г.
Каро обладал огромной начитанностью в еврейской литературе, был выдающимся в этой области критиком. Среди учеников Иосефа Каро: Моше Кордоверо и Моше Альшех.
В Цфате Каро жил в кружке каббалистов, к которому принадлежали Ицхак Лурия, Шломо Галеви Алькабец, Моше Кордоверо и др. Каро приписывают необычное сочинение «Маггид Мешарим» с гомилетическими разъяснениями Торы.
Каро приступил к печатанию «Шулхан аруха» в 1550 г. в Венеции. В преклонном возрасте написал для позднейших изданий ряд исправлений и дополнений.
В 1570 году в городе Цфате его сын женился на дочери рабби Ицхака Лурии.
Умер в Цфате в 1575 г. Похоронен там же.

## Труды
- «Бейт Иосеф»[англ.] (בית יוסף) — капитальный труд, комментарии к кодексу «Арбаа турим» Яакова бен-Ашера[2].

### «Шулхан Арух»
Законодательный кодекс «Шулхан Арух»  (ивр.:"Накрытый стол") является упрощённой версией труда «Бейт Иосеф» и получил распространение во всех еврейских общинах. Евреи-ашкеназы признают его с дополнениями рабби Моше Иссерлеса (Рамо), учитывающими обычаи ашкеназской общины.
- Первые две части — «Орах-хаиим» и «Иоре-деа» — изданы в Венеции (1550 — 1551).
- Третья и четвертая части вышли в Саббьонете (1553 — 1559)[2].

Каро предпринял, как он сам говорит в предисловии, с целью составить лёгкий обзор данных, добытых им в капитальном труде, и предназначал его начинающим: он не имел, по-видимому, представления о том значении, которое книга приобретёт впоследствии в еврействе. Как и кодекс «Арбаа турим» Яакова бен-Ашера, так и «Шулхан-Арух» делится на 4 части:
- 1) «Орах-Хаим» (путь жизни), посвященный практике религиозной жизни, этике, богослужению, узаконениям, касающимся субботы и других евр. праздников и т. д.;
- 2) «Иоре-Деа» (обучение знанию) — определение разрешенной и запретной пищи, законы, относящиеся к убою скота, обряды во время траура и т. д.;
- 3) «Эвен ха-Эзер» (намёк на Быт. 2:20, где женщина названа помощницей эзер — мужчины) — трактуются брачные законы, семейное право и т. д.,
- 4) «Хошен ха-Мишпат» (Щит права) — еврейское гражданское право, гражданское судопроизводство и т. д.

Всё это разделение, как и подразделение на отдельные главы («симан»), заимствовано у p. Яакова бен-Ашера. Также Каро внёс деление на параграфы «сеифы» (סעיפים). У каждого симана помечено число параграфов; философско-этическое введение, какое имеется у Маймонида, здесь отсутствует. Вместо этого — популярное, доступное пониманию среднего человека, предписание правил жизни. Труд Каро написан кратким, удобопонятным языком и сформулирован ясно и наглядно. В нём заключается всё, чему еврей того времени должен был следовать в своей религиозной жизни. Для учёных раввинов, в особенности тех, которым приходилось выдавать решения, это была неоценимая справочная книга благодаря своей ясности и точности. Еще при жизни автора книга выдержала 6 изданий в различных форматах. В последующих изданиях, начиная с 1578 г., внесены исправления и добавления Моисея Иссерлеса, чтобы способствовать принятию «Шулхан-Аруха» среди польских и немецких евреев. Наибольшим авторитетом «Шулхан-Арух» пользуется у сефардов, которые называют его מרן (наш владыка), и решения его считаются религиозными нормами.

### «Кесеф Мишне»
«Кесеф Мишне» — комментарий к «Мишне Тора» Маймонида. Полностью этот труд, печатание которого было начато при жизни автора, появился после его смерти (1574—1576). С тех пор все издания «Мишне Торы» снабжаются «Кесеф Мишне».

### Посмертные
- После смерти Каро появилось его самостоятельное произведение, служащее как бы дополнением к капитальному труду «Бейт-Иосеф», озаглавленное «Бедек ха-Баит» (בדק הבית), которое также выдержало много изданий (впервые в Салониках, 1605)[2].
- «Маггид Мешарим[англ.]» (первая часть напечатана в Люблине в 1646 г., вторая часть в Венеции в 1656 г.), заключающее в себе гомилетические разъяснения Торы. Каро якобы получал их еженедельно, по субботам, от своего духа, или ангела, сам же этот дух — не кто иной, как олицетворённая Мишна. Видную роль в тексте играет некий Соломон, которым ангел, или «маггид», не может нахвалиться; он его называет святым, «любимцем Бога», он служит идеалом для Каро. Грец признаёт достоверность этого документа, а в пресловутом Соломоне видит известного мученика-каббалиста Соломона Молхо.[2]